# Гребенюк Володимир Якович
Володимир Якович Гребенюк (нар. 25 березня 1952, Верхнячка, Христинівський район, Київська область) — музикант, пісняр, педагог, Заслужений працівник культури України (2006).

## Біографія
Володимир Якович Гребенюк народився 25 березня 1952 в селі Верхнячка Христинівського району Київської області (нині Черкаської області). Батько, Яків Павлович — військовий, мама, Марія Савівна — фельдшер-акушер. У 1954 році родина переїхала до міста Жашків. 
У 1959 році Володимир Якович почав навчання в Жашківській середній школі №2. У 1967 році закінчив він музичну школу, а згодом, у 1969 — році середню школу №2.
З 1972 року навчається в Уманському музичному училищі по класу «баян», і закінчує його з відзнакою.
У 1976 році починає працювати в Жашківській дитячій музичній школі, а також вчителем музики Жашківської середньої школи №2. Двадцять років очолював відділ народних інструментів. Професійну діяльність поєднував з художньою самодіяльністю районного Будинку культури. Володимир Якович створив жіночий вокальний ансамбль «Жашківчанка», який визнано народним.
З 1986 року — заочно навчається у Київському державному педагогічному інституті ім. М Горького на музичному факультеті.
Творчий доробок — сотні пісень, які увійшли в музичні та поетичні збірки «Україно моя росяниста», «Жашківщина», «Супутник учителя музики».
Заслужений працівник культури України (2006)  

## Нагороди
- Заслужений працівник культури України (18 серпня 2006) — за значний особистий внесок у соціально-економічний, культурний розвиток Української держави, вагомі трудові досягнення та з нагоди 15-ї річниці незалежності України[2]
- Медаль «20 років незалежності України» (21 січня 2012) — за вагомі особисті заслуги у державотворчій, соціально-економічній, культурно-освітній діяльності, сумлінне і бездоганне служіння Українському народові та з нагоди Дня Соборності та Свободи України[3]